# Funzione pseudocasuale
In crittografia, una famiglia di funzioni pseudocasuali, o più semplicemente una famiglia PRF (dall'inglese pseudorandom function family), è un insieme di funzioni calcolabili in modo efficiente, tali che nessun algoritmo efficiente possa distinguere (se non con vantaggio trascurabile) tra una funzione scelta casualmente dalla famiglia PRF e una vera funzione casuale. Le funzioni pseudocasuali sono strumenti vitali nella costruzione di molte primitive crittografiche, in particolare i cifrari sicuri; in questo caso si fa spesso riferimento a una particolare sottoclasse delle funzioni pseudocasuali, ovvero le permutazioni pseudocasuali (spesso abbreviate in PRP).
Nelle applicazioni pratiche, i cifrari a blocchi vengono utilizzati nella maggior parte dei casi in cui è necessaria una funzione o una permutazione pseudocasuale; in generale, essi non costituiscono una famiglia di funzioni pseudocasuali, poiché i cifrari a blocchi come AES sono definiti solo per un numero limitato di dimensioni di input e chiave.

## Definizione formale
Si consideri una famiglia di funzioni {\displaystyle F:\{0,1\}^{n}\times \{0,1\}^{l(n)}\to \{0,1\}^{l(n)},}dove il primo input è la chiave (una volta fissata la chiave {\displaystyle k\in \{0,1\}^{n}}, si ha una funzione {\displaystyle F_{k}:\{0,1\}^{l(n)}\to \{0,1\}^{l(n)}}), dove {\displaystyle l(\cdot ):\mathbb {N} \to \mathbb {N} }. Per semplicità si può assumere {\displaystyle l(n)=n}.
Una tale famiglia di funzioni è pseudocasuale se sono soddisfatte le seguenti condizioni: 
- Per ogni scelta di {\displaystyle k} e {\displaystyle x}, esiste sempre un algoritmo efficiente (in tempo polinomiale) per calcolare {\displaystyle F_{k}(x)}.
- Sia {\displaystyle R_{n}} la distribuzione uniforme sull'insieme di tutte le funzioni che mappano stringhe di {\displaystyle n} bit in stringhe di {\displaystyle n} bit. Si richiede che {\displaystyle F_{k}} e {\displaystyle R_{n}} siano indistinguibili dal punto di vista computazionale, dove con {\displaystyle n} si indica il parametro di sicurezza. Cioè, per qualsiasi avversario che può interrogare l'oracolo di una funzione campionata da {\displaystyle F_{k}} o {\displaystyle R_{n}}, il vantaggio che può distinguere quale tipo di oracolo gli viene dato è trascurabile[2].

### Alcune varianti
In alcuni contesti è preferibile considerare definizioni più deboli di pseudocasualità; in particolare, si possono definire alcune varianti nelle quali l'attaccante ha accesso a un oracolo per {\displaystyle F_{k}}, ma con qualche limitazione.

#### Funzione pseudocasuale debole
L'attaccante ha accesso a un oracolo per {\displaystyle F_{k}} che campiona una stringa {\displaystyle x} in modo uniforme e restituisce la coppia {\displaystyle (x,F_{k}(x))}. A differenza della definizione originale, quindi, l'attaccante non ha il controllo sulle stringhe di input.

#### Funzione pseudocasuale non adattiva
L'attaccante può interrogare l'oracolo per {\displaystyle F_{k}} una sola volta, passando un numero arbitrario di stringhe {\displaystyle x_{i}}. L'oracolo restituisce {\displaystyle F_{k}(x_{i}),\forall i}. In questo caso, dunque, la scelta delle stringhe di input deve essere effettuata prima di vedere una qualunque stringa di output.

#### Funzione pseudocasuale sequenziale
L'attaccante accede all'oracolo che alla sua {\displaystyle i}-esima invocazione restituisce {\displaystyle F_{k}(i)}.

### Permutazione pseudocasuale
Una funzione {\displaystyle f} è una permutazione pseudocasuale se:
- è una funzione pseudocasuale
- è biettiva

Nel 1988 Luby e Rackoff hanno dimostrato che è possibile costruire permutazioni pseudocasuali "forti" a partire da funzioni pseudocasuali. La costruzione, che prende il nome degli autori, si basa sulla rete di Feistel.

## Costruzioni teoriche
È stato dimostrato che le funzioni pseudocasuali esistono se e solo se esistono le funzioni unidirezionali (one-way).
Una famiglia di funzioni pseudocasuali può essere costruita da qualsiasi generatore pseudocasuale (o PRG), usando, ad esempio, la costruzione GGM, che prende il nome da Goldreich, Goldwasser e Micali.

### Costruzione GGM
Dato un generatore pseudocasuale {\displaystyle G:\{0,1\}^{n}\to \{0,1\}^{2n}}, è possibile creare una PRF {\displaystyle F_{k}:\{0,1\}^{n}\to \{0,1\}^{n}}. In particolare, siano {\displaystyle G_{0}(\cdot )} e {\displaystyle G_{1}(\cdot )} rispettivamente la metà sinistra e la metà destra dell'output di {\displaystyle G(\cdot )}. Data una chiave {\displaystyle k} scelta uniformemente nell'insieme {\displaystyle \{0,1\}^{n}} e un input {\displaystyle x=(x_{1},\dots x_{n})} di {\displaystyle n} bit, si ha che{\displaystyle F_{k}(x):=G_{x_{n}}(\dots (G_{x_{2}}(G_{x_{1}}(k))\dots )}è una PRF.
Si noti che tale costruzione non è efficiente poiché richiede {\displaystyle n} invocazioni in sequenza del PRG sottostante. Un'alternativa è stata fornita da Naor e Reingold nel 1997: la loro costruzione, tuttavia, si basa sui sintetizzatori pseudocasuali, un oggetto crittografico apparentemente più difficile da istanziare rispetto a un PRG.

### Costruzione nel modello del Random Oracle
Nel modello dell'oracolo casuale, assumendo quindi l'esistenza di un oracolo {\displaystyle {\texttt {RO}}(\cdot )}, è possibile definire una PRF nel seguente modo:{\displaystyle F_{k}(x):={\texttt {RO}}(k||x)}

## Applicazioni

### Cifrari simmetrici
Si può dimostrare che una PRF è sufficiente per costruire un cifrario simmetrico {\displaystyle \Pi } che sia CPA-sicuro. Sia  {\displaystyle F(\cdot ):\{0,1\}^{n}\to \{0,1\}^{n}} una PRF (eventualmente debole), allora {\displaystyle \Pi =({\texttt {KGen}},{\texttt {Enc}},{\texttt {Dec}})} con:
- {\displaystyle k\leftarrow {\texttt {KGen}}(1^{n})} campiona una chiave {\displaystyle k} di {\displaystyle n} bit in modo uniforme
- {\displaystyle {\texttt {Enc}}_{k}(m)=(r,F_{k}(r\oplus m)),r\in \{0,1\}^{n}}genera un crittotesto {\displaystyle c}, campionando in modo uniforme una stringa {\displaystyle r} di {\displaystyle n} bit
- {\displaystyle {\texttt {Dec}}_{k}(c)={\texttt {Dec}}_{k}(c_{1},c_{2})=F_{k}(c_{1})\oplus c_{2}} recupera il messaggio {\displaystyle m}

La dimostrazione che il precedente schema sia CPA-sicuro si basa su una riduzione alla sicurezza di {\displaystyle F}: se, infatti, esistesse un attaccante efficiente in grado di rompere {\displaystyle \Pi } in un gioco CPA, allora si potrebbe anche distinguere con un algoritmo efficiente {\displaystyle F} da una funzione veramente casuale.

#### Un'alternativa
La costruzione proposta presenta un crittotesto di lunghezza doppia rispetto all'input. Si può fare a meno di inviare {\displaystyle c_{1}} se si adotta una modalità contatore: viene campionata una e una sola volta una stringa {\displaystyle r} di {\displaystyle n} bit in modo uniforme. Quando si vuole cifrare un messaggio si incrementa il contatore {\displaystyle r} da passare all'algoritmo {\displaystyle {\texttt {Enc}}}. Tale soluzione richiede che le due controparti mantengano uno stato (il valore di {\displaystyle r}) per poter funzionare in modo corretto.

### Codici autenticatori di messaggio (MAC)
Una delle applicazioni più naturali e immediate delle funzioni pseudocasuali è la costruzione dei codici autenticatori di messaggio (o semplicemente MAC). La seguente costruzione è dovuta a Goldreich, Goldwasser e Micali:
- {\displaystyle s\leftarrow {\texttt {Gen}}(1^{n})} campiona una chiave segreta {\displaystyle s} di {\displaystyle n} bit in modo uniforme. Tale chiave è condivisa tra chi manda il messaggio (Alice) e chi lo riceve (Bob)
- {\displaystyle {\texttt {Tag}}_{s}(m)=F_{s}(m)} genera l'autenticatore {\displaystyle \phi }
- {\displaystyle {\texttt {Vrfy}}_{s}(m,\phi )} verifica che {\displaystyle \phi } sia uguale a {\displaystyle {\texttt {Tag}}_{s}(m)}

### Derivazione di una chiave
Un metodo molto semplice ed efficiente per generare chiavi crittografiche {\displaystyle k_{i}} consiste nel passare l'indice i alla funzione pseudocasuale, dopo aver generato una chiave {\displaystyle s}: quindi, {\displaystyle k_{i}=F_{s}(i)}. Tale sistema si dimostra sicuro finché la chiave {\displaystyle s} rimane privata e non viene compromessa.